# Dreifaltigkeitskirche (Zbyslav)

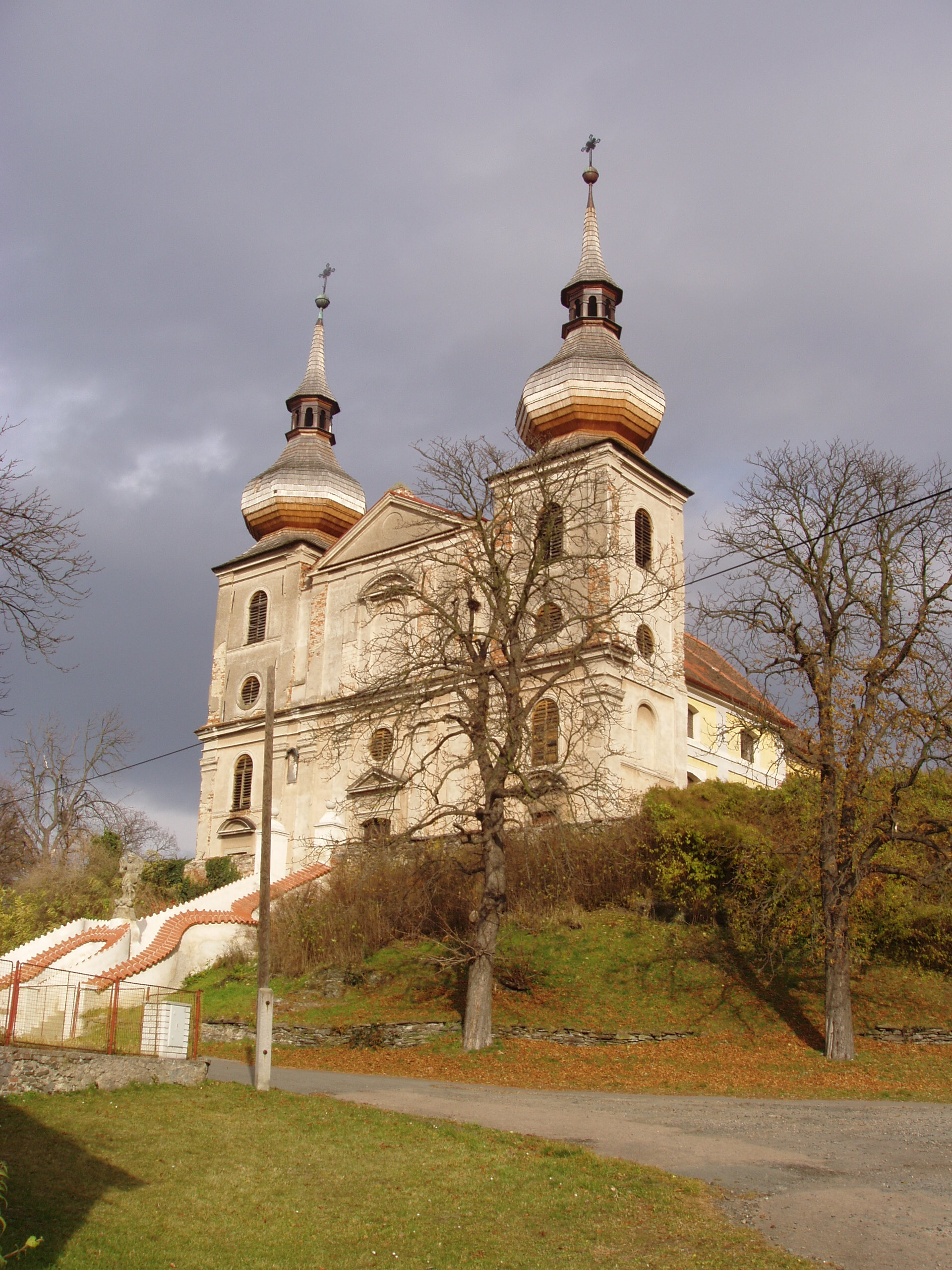
Kirche der hl. Dreifaltigkeit in Zbyslav

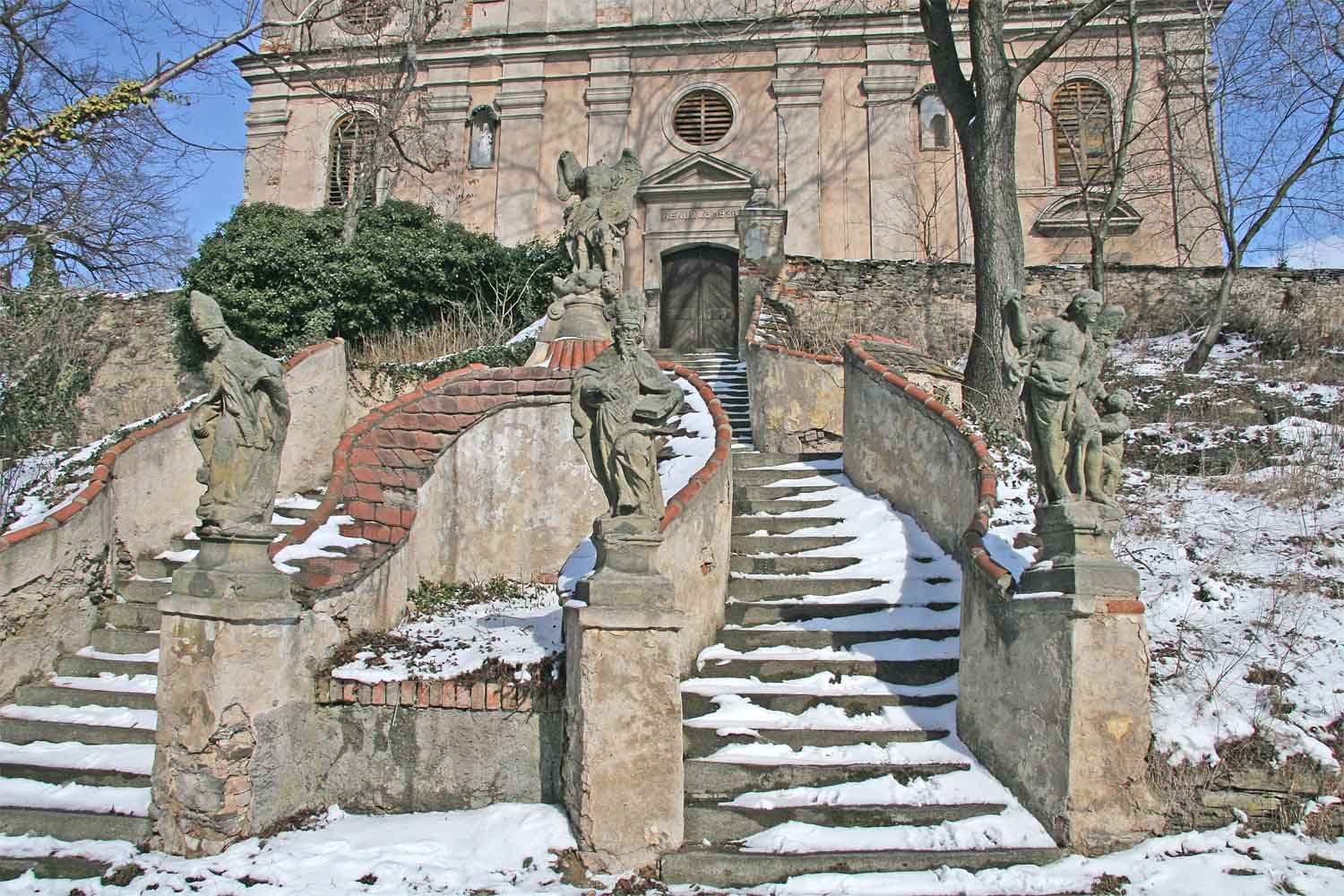
Statuen am Treppenaufgang zur Kirche

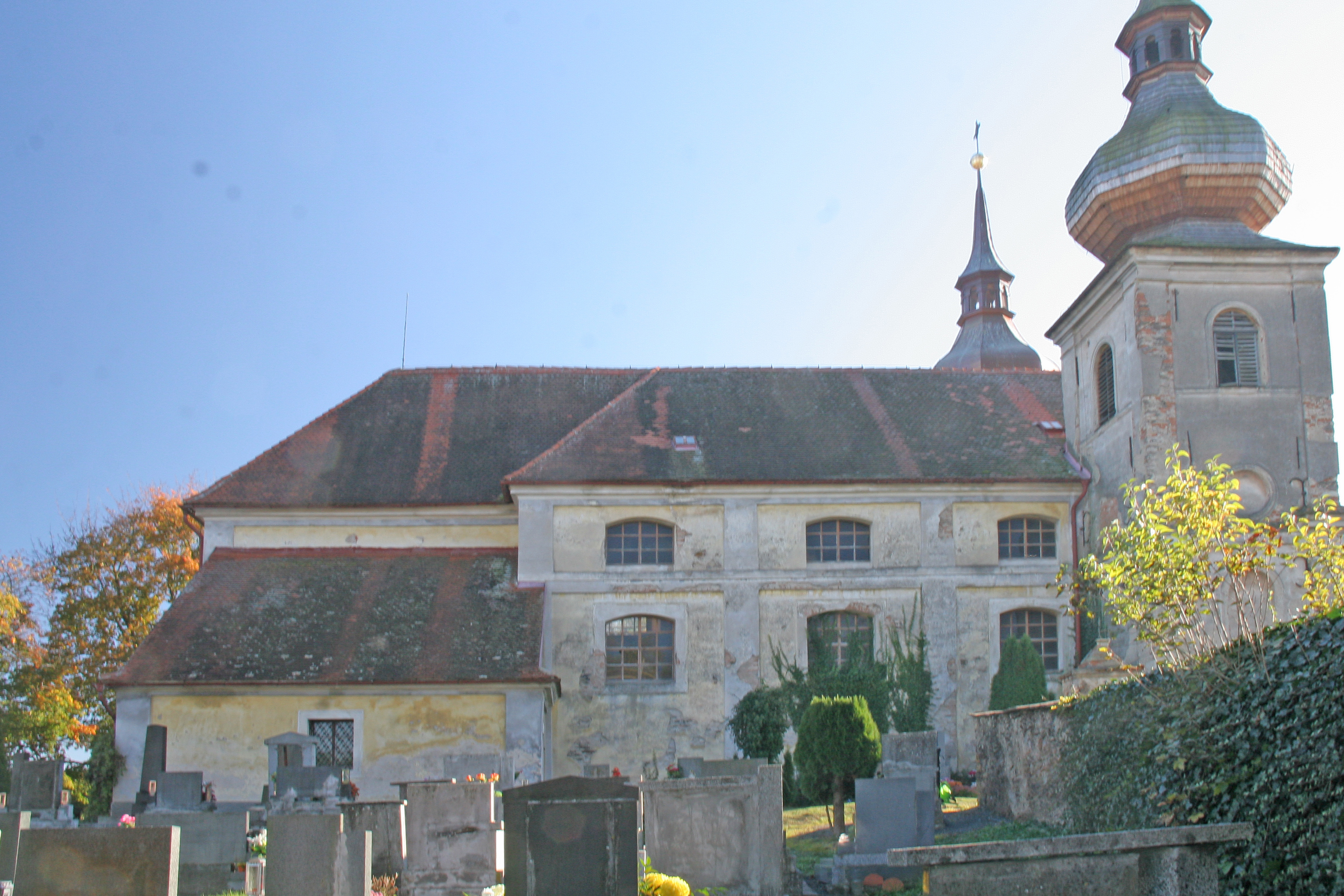
Seitenansicht von Nordwesten

Die Kirche der hl. Dreifaltigkeit in Zbyslav ist eine römisch-katholische Pfarrkirche im Okres Kutná Hora in Tschechien. Der zweitürmige spätbarocke Bau aus dem Jahre 1692 bildet das Wahrzeichen von Zbyslav und ist als Kulturdenkmal geschützt.

## Lage
Die weithin sichtbare Kirche befindet sich auf einem Hügel im Zentrum von Zbyslav. Die Kirche ist von einem Friedhof umgeben.
Zur nach Südwesten ausgerichteten Hauptfassade führt eine gekröpfte Treppe mit Statuen der hl. Adalbert und Prokop sowie zwei Engeln aus der Mitte des 18. Jahrhunderts.

## Beschreibung
Der einschiffige Bau besitzt zu beiden Seiten der Hauptfassade zwei mächtige Türme mit schindelgedeckten Zwiebelhauben. Seitlich des Chors befinden sich im hinteren Teil die Sakristei und das Oratorium. Die Kirchenfassade wird durch Pilaster und profilierte Gesimse gegliedert.
Der Altar entstand zwischen 1665 und 1675, die ornamentierte Kanzel stammt aus dem 18. Jahrhundert. In der Kirche befindet sich eine Grabtafel des ehemaligen Grundherrn Adam Jaroslaw Ritter von Schaffmann und dessen Frau Polyxena, geb. Mittrowsky von Nemischl aus dem Jahre 1669. Der verzierte zinnerne Taufbrunnen und die beiden größeren Glocken trugen in tschechischen Inschriften die Namen von Schaffmann und dessen Frau. Die kleinere Glocke trug in lateinischer Inschrift den Namen des Grundherrn Bernard franz von Wiežnik.
Das Bauwerk ist in einem sanierungsbedürftigen Zustand. Nachdem in der zweiten Hälfte des 20. Jahrhunderts notwendige Instandhaltungsmaßnahmen unterblieben waren, erfolgte nach der Samtenen Revolution zur Verhinderung weiterer Schäden eine Dachreparatur und die Neueindeckung der Zwiebeltürme.

## Geschichte
Die Kirche wurde im Stil der Gotik errichtet und diente bereits im 14. Jahrhundert als Pfarrkirche. Während der Hussitenkriege wurde die Kirche verwüstet. Später erfolgten Umbauten im Renaissancestil und 1609 im frühbarocken Stil. Nach dem Dreißigjährigen Krieg erlosch die Pfarrei in Zbyslav, danach war die Kirche eine Filiale von Starkoč. Weitere Umbauten erfolgten in den Jahren 1658–1660. 1692 ließ der Besitzer des Gutes Zbyslav, Bernhard von Wiežnik, die Kirche im spätbarocken Stil neu aufbauen.
1717 wurde die Pfarrei Starkoč nach Zbyslav verlegt, ihr Sprengel umfasste die Dörfer Bílé Podolí, Brambory, Koukalka, Lovčice, Polsko, Semtěš, Starkoč, Výčapy und Zaříčany. Außerdem unterhielt sie bis 1720 die Filialkirchen St. Martin in Turkovice, die danach zur Pfarrkirche erhoben wurde, und St. Gallus in Hošťalovice.
Die in den Jahren 1836–1837 und 1936 vorgenommenen Umbauten veränderten das Aussehen nur unwesentlich.

## Pfarrei Zbyslav
Zum Sprengel der Pfarrkirche gehören heute die Dörfer Bílé Podolí (mit Filialkirche des Märtyrers St. Wenzel), Brambory, Lovčice, Semtěš, Starkoč (mit Filialkirche Mariä Himmelfahrt), Výčapy, Zaříčany und Zbyslav. Die derzeit unbesetzte Pfarrei wird vom Pfarramt Žleby verwaltet.